# Affton, Missouri
Affton, Missouri (енгл. Affton) насељено је место без административног статуса у америчкој савезној држави Мисури.

## Демографија
По попису из 2010. године број становника је 20.307, што је 228 (-1,1%) становника мање него 2000. године.
| Група             | 2000.          | 2010.          |
| Белци             | 19.686 (95,9%) | 18.845 (92,8%) |
| Афроамериканци    | 94 (0,5%)      | 343 (1,7%)     |
| Азијати           | 266 (1,3%)     | 417 (2,1%)     |
| Хиспаноамериканци | 207 (1,0%)     | 419 (2,1%)     |
| Укупно            | 20.535         | 20.307         |